# شنل‌قرمزی (فیلم ۲۰۱۱)
شنل‌قرمزی (به انگلیسی: Red Riding Hood) عنوان فیلمی است آمریکایی با ژانر هیجانی، ترسناک، خیال‌پردازی تیره‌وتار، رمانتیک و تاریخی که در تاریخ ۱۱ مارس سال ۲۰۱۱ اکران شده‌است. کارگردان این فیلم کاترین هاردویک است. این فیلم بر اساس متل شنل قرمزی نوشته شارل پرو ساخته شده‌است.

## خلاصه داستان
در روستایی درست وسط یک صحرای بزرگ زن جوانی به نام والری (با بازی آماندا سایفرد) زندگی می‌کند که عاشق مرد فقیر چوب بری به نام پیتر (با بازی شایلو فرناندز) است. اما…